# Грёз, Анна-Женевьева
Анна-Женевьева Грёз (фр. Anna-Geneviève Greuze; 6 апреля 1762, Париж — 6 ноября 1842, там же) — французская художница, дочь и ученица Ж.-Б. Грёза. Писала портреты и бытовые сцены.

## Биография и творчество
Анна-Женевьева Грёз родилась в 1762 году в Париже. Она была второй из двух дочерей известного французского художника Жана-Батиста Грёза (первый его ребёнок умер). Всю свою жизнь Анна жила с отцом и была ему предана. Он был также её учителем живописи .
Художница писала преимущественно портреты и картины бытового жанра, многие из которых, вероятно, считались работами отца и продавались под его именем. Анна-Женевьева умерла в Париже 6 ноября 1842 года. Похоронена на кладбище Монмартр рядом с могилой отца и сестры Луизы-Габриэль Грёз (умерла 10 апреля 1812).
Атрибуция некоторых работ Грёз, в частности, пастелей, основана на информации, полученной от крёстной дочери Жана-Батиста Грёза Каролины Трошон де Лодижуа. Каролина была замужем за скульптором Анри Зозимом де Валори, в семье которого эти работы хранились вплоть до 2009 года. Одна из достоверно атрибутируемых Анне-Женевьеве картин, «Мать и сын с птицей» (фр. Mère et enfant avec un oiseau), находится в Национальном музее Швеции в Стокгольме. Ещё одна известная работа художницы, «Ребёнок с куклой» (фр. 
L'enfant à la poupée), входит в собрание Лувра.

## Галерея
- Ребёнок с куклой. Холст, масло. Лувр, Париж
- Мать и сын с птицей. Ок. 1842. Холст, масло. Национальный музей изобразительных искусств, Стокгольм
- Портрет Жана-Батиста Грёза. Между 1804 и 1805. Холст, масло. Частное собрание
- Консул Бонапарт. 1803. Холст, масло. Версаль